# Supercoppa francese 2012 (pallavolo maschile)
La Supercoppa francese 2012 si è svolta nel 2012: al torneo hanno partecipato due squadre di club francesi e la vittoria finale è andata per la seconda volta al Tours Volley-Ball.

## Regolamento
Le squadre hanno disputato una gara unica.

## Squadre partecipanti
| Squadra | Qualificazione                      | Ultima partecipazione    |
| ------- | ----------------------------------- | ------------------------ |
| Rennes  | Vincitrice Coppa di Francia 2011-12 | Debutto                  |
| Tours   | Vincitrice Ligue A 2011-12          | Supercoppa francese 2006 |

## Torneo
| ? 2012 ?, Tours Durata: ? - Spettatori: ? | Tours | 3 - 1 | Rennes | 28-30, 25-16, 25-17, 25-16 |